# Kántor Sándor (fazekasmester)
Kántor Sándor (Karcag, 1894. szeptember 4. – Karcag, 1989. október 23.) Kossuth-díjas fazekasmester, a Népművészet Mestere (1953).

## Élete
Szegény parasztcsalád gyermekeként született 1894. szeptember 4-én. Az elemi iskola befejezése után tovább szeretett volna tanulni, de a család anyagi helyzete ezt nem engedte meg. Így elszegődött Ács Kovács János fazekasmesterhez, akinél egészen 1911-ig dolgozott. 1912. márciusától a pécsi Zsolnay porcelángyárban korongozott. Decemberben kapta meg az értesítést arról, hogy fölvették az ungvári Állami Agyagipari Szakiskola mesterképző tanfolyamára, ahol kitanulta kályhásságot is. A tanfolyam befejeztével Homonnán, Kassán, Mágocson és Debrecenben is dolgozott.
1914-ben az első világháború kitörésekor besorozták, de fegyveres szolgálatra nem volt alkalmas. 1916-ig mint lóápoló Cegléden dolgozott, majd egy rövid időt Csepelen töltött a lőszergyárban. 1916-ban a utánpótláshiány miatt már alkalmasnak minősítették fegyveres szolgálatra. 1917 márciusától az olasz fronton harcolt. 1918. október 28-án súlyos karlövést szenvedett, amely miatt majdnem fel kellett adni a fazekas pályafutását. A Tanácsköztársaság alatt a Vörös Hadseregben is szolgált.
1919 második felében hazatér. Saját műhelyét 1920-ban kezdte el működtetni, először csak szerényebb felszereléssel, később már fejlesztett is. 1924-től gyártott díszedényeket is. Ekkoriban kezdődött el a kiállítások szervezése. Több elismerést is szerzett mint például 1937-ben ezüstkoszorús mesteri címet cserépkályháiért, majd 1938-ban aranyérmet. 1927-ben Györffy István néprajzkutató tanácsára a tiszafüredi edények felé fordult figyelme. Munkáját itt folytatta, ahol elsajátította az egyedi motívumokat és stílusokat. A két világháború között csak ennek a tájegységnek a fazekasságával foglalkozott. 1953-ban az elsők között kapta meg a Népművészet Mestere címet. A brüsszeli 1958-as világkiállításon nagydíjjal jutalmazták. 1978-ban Kossuth-díjjal tüntették ki, és még ebben az évben Karcag díszpolgárává avatta. 1989-ben, 96 évesen hunyt el.